# Rudolf Höhnl
Rudolf Höhnl (* 21. dubna 1946, Pernink) je český skokan na lyžích, trenér a stylový rozhodčí německé národnosti.

## Skokan na lyžích
Mezi skokanskou špičku prvně nahlédl jako devatenáctiletý. Předposlední den roku 1965 zavítal do Oberstdorfu a obsadil 26. místo. Na témže místě se o tři roky později propracoval mezi nejlepší – skončil šestý a v Turné čtyř můstků, jehož je Oberstdorfské klání součástí, sedmý. Na mistrovství světa na Štrbském Plesu (1970) byl na nepopulárním čtvrtém místě, a to jako nejlepší z domácích reprezentantů.
Dne 3. ledna 1971 se podílel na jednom z nejúspěšnějších dnů českého skoku: v Innsbrucku skončil třetí za Zbyňkem Hubačem a Jiřím Raškou. Úspěch tehdejších československých reprezentantů podtrhli ještě skokani na 5., 9., 21. a 28. místě. V celém Turné skončil Höhnl pátý, což bylo jeho nejlepší umístění ze všech jedenácti účastí na Turné.
V roce 1973 se zúčastnil druhého mistrovství světa v letech na lyžích a obsadil páté místo. Téhož roku zvítězil v závěrečném závodě Turné v Bischofshofenu. Další výrazný úspěch si připsal v roce 1974, když na mistrovství světa ve Falunu vybojoval na středním můstku bronz.
S mezinárodní elitou se rozloučil 6. ledna 1976 devátým místem v Bischofshofenu. Naposledy skákal v Liberci v roce 1978.

## Trenér
Po ukončení skokanské kariéry se chvíli věnoval fotbalu, ale brzo se zaměřil na práci skokanského trenéra. Na pozici trenéra československé reprezentace se také čtyřikrát vrátil na Turné čtyř můstků, poté se zde objevil se švýcarským týmem. Jako dorostence trénoval budoucího dvojnásobného olympijského vítěze Simona Ammanna. Z českých skokanů trénoval například Pavla Ploce.

## Stylový rozhodčí
Ohlásil konec trenérské práce, ale z můstků nezmizel. Dále objížděl závody jako stylový rozhodčí. Tak se vrátil i na Turné čtyř můstků 2006, kde byl svědkem vítězství Jakuba Jandy. Pro Höhnla to byla zřejmě poslední pracovní účast na Turné, jelikož rozhodcovství je omezeno věkem šedesáti let.

## Největší úspěchy
- vítěz závodu v Bischofshofenu (1973)
- 3. místo na mistrovství světa ve Falunu (1974)
- 4. místo na mistrovství světa ve Štrbském plesu (1970)
- 5. místo v letech na lyžích v Oberstdorfu (1973)
- 5. místo na Turné čtyř můstků (1971)
- několikanásobný československý mistr
- vítěz první ankety o Krále bílé stopy (1973)

## Bilance na Turné čtyř můstků
| rok  | bodů | konečné umístění | umístění mezi Čechy |
| ---- | ---- | ---------------- | ------------------- |
| 1969 | 838  | 7.               | 4.                  |
| 1970 | 870  | 6.               | 2.                  |
| 1971 | 894  | 5.               | 3.                  |
| 1973 | 859  | 6.               | 1.                  |
| 1975 | 832  | 7.               | 2.                  |
| 1976 | 848  | 8.               | 1.                  |